# Tyro (Karolina Północna)
Tyro – jednostka osadnicza w Stanach Zjednoczonych, w stanie Karolina Północna, w hrabstwie Davidson.